# Vychni Volotchiok
Vychni Volotchiok (en russe : Вышний Волочёк) est une ville de l'oblast de Tver, en Russie. Sa population s'élevait à 48 177 habitants en 2016.

## Géographie
La ville est située à 119 km au nord-ouest de Tver, dans les collines de Valdaï, entre les rivières Tvertsa et Tsna, sur la ligne de partage des eaux des bassins versants de la Volga (Bassin aralo-caspien) et de la mer Baltique. Cette situation géographique lui a valu d'être un lieu de portage, « volok », à l'origine du nom de la ville, qui peut se traduire par « Haut Portage ».
Elle est aujourd'hui traversée par l'autoroute et la voie de chemin de fer qui relient Moscou à Saint-Pétersbourg.

## Histoire
De 1703 à 1722, un canal est creusé à l'instigation du tsar Pierre Ier pour relier les deux rivières, le canal de Vichni-Volotchok. Vychni Volotchiok est devenu par la suite un important centre d'industrie textile.

## Galerie

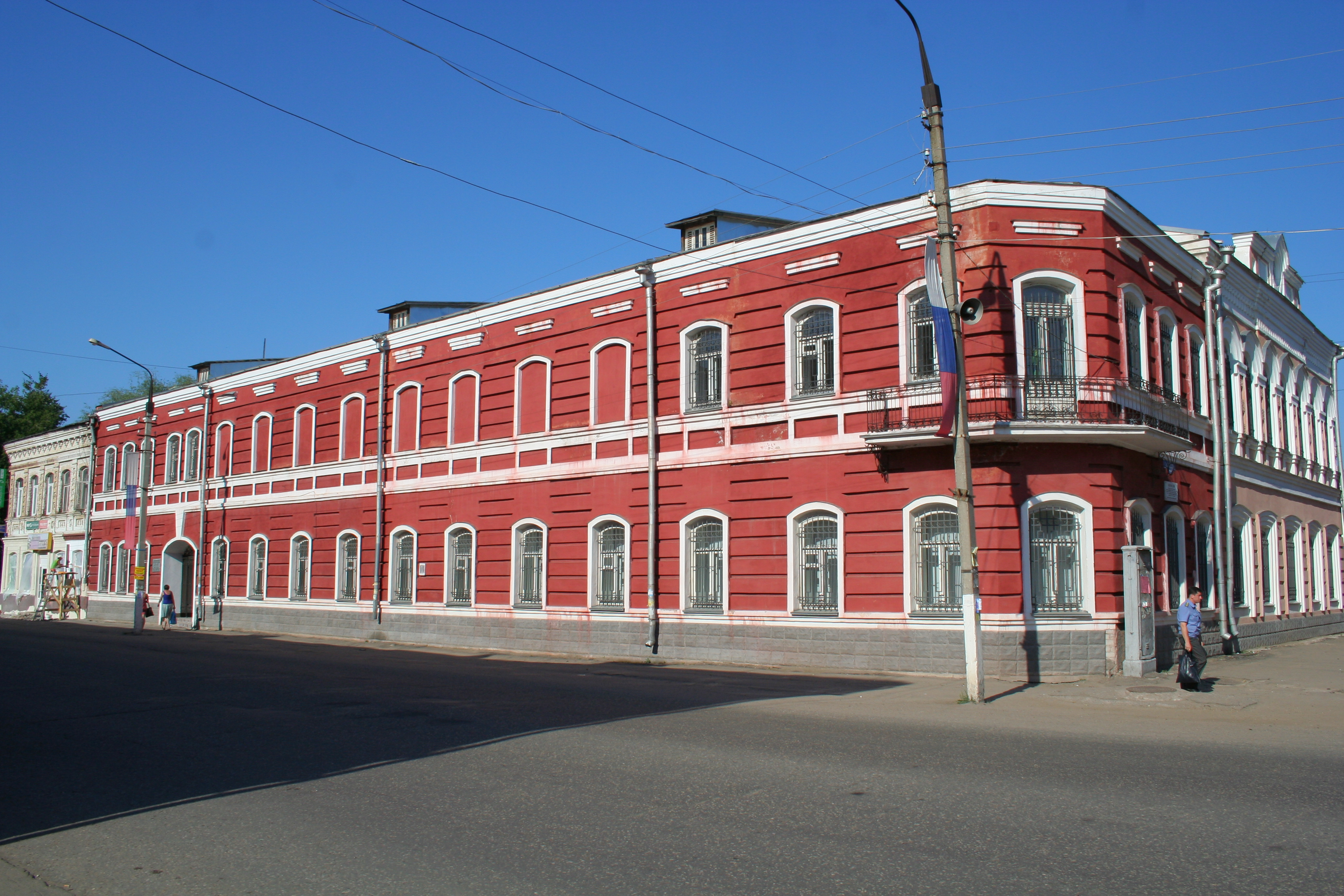
Musée de Vychni Volotchiok.
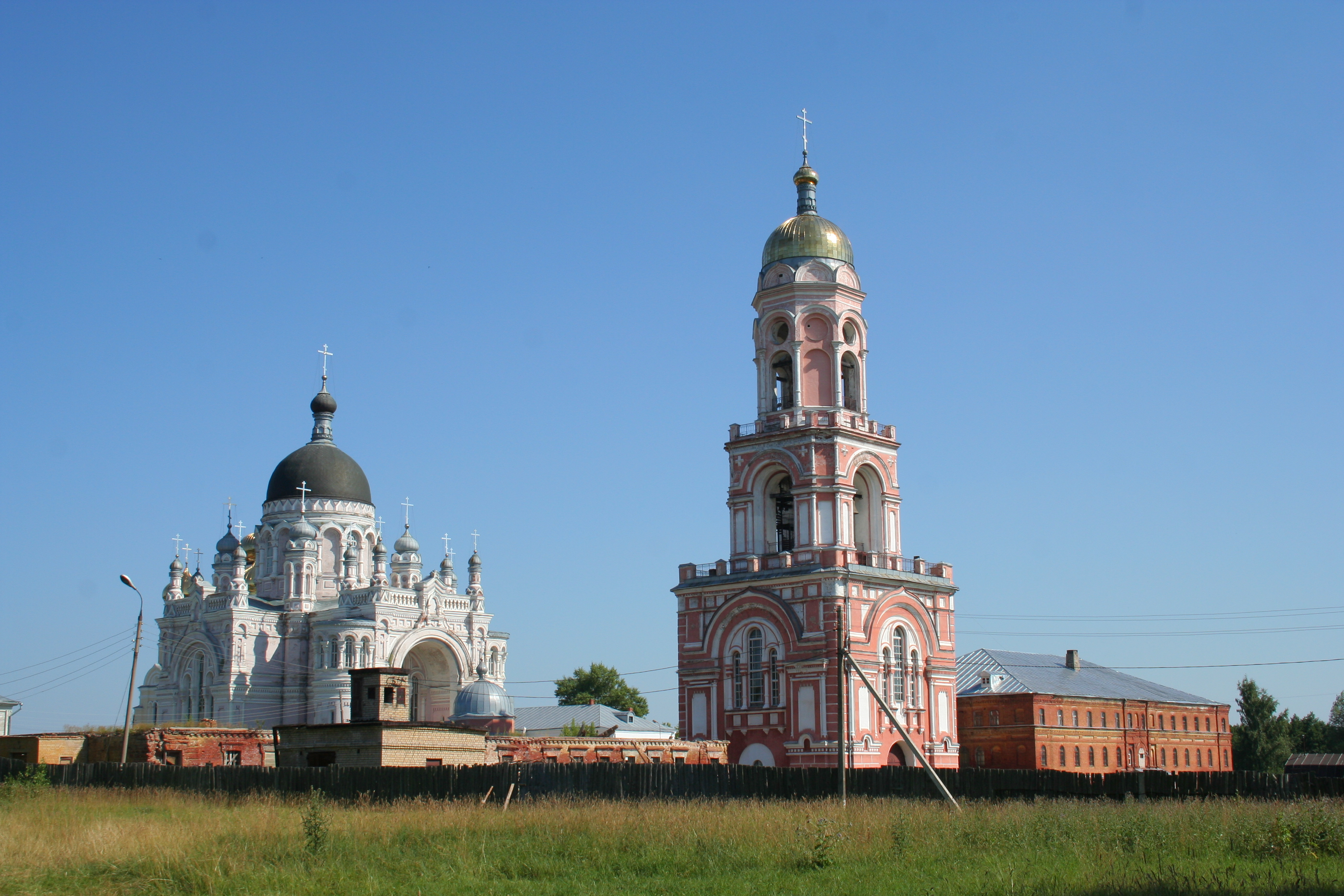
Monastère de Kazan à Vychni Volotchiok.
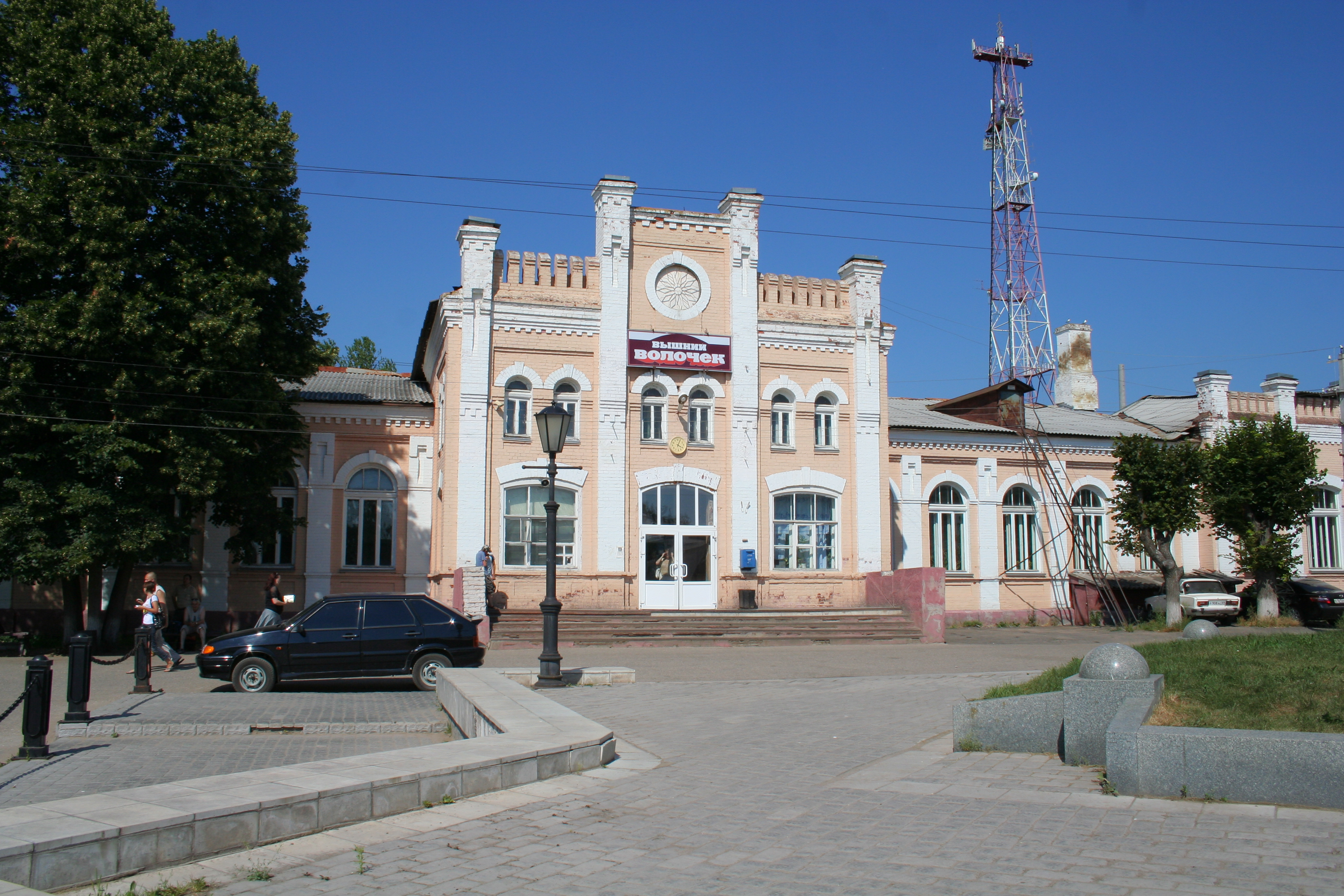
Gare ferroviaire de Vychni Volotchiok.

## Population
Recensements (*) ou estimations de la population
| 1856  | 1897*  | 1913   | 1926*  | 1937*  | 1939*  |
| ----- | ------ | ------ | ------ | ------ | ------ |
| 2 947 | 16 612 | 19 200 | 32 022 | 56 367 | 63 644 |

| 1959*  | 1970*  | 1979*  | 1989*  | 2002*  | 2010*  |
| ------ | ------ | ------ | ------ | ------ | ------ |
| 66 360 | 73 688 | 71 703 | 64 789 | 56 405 | 52 370 |

| 2012   | 2013   | 2014   | 2015   | 2016   | - |
| ------ | ------ | ------ | ------ | ------ | - |
| 51 259 | 50 341 | 49 395 | 48 844 | 48 177 | - |

## Personnalités
- Piotr Fiodorovitch Anjou (1796-1869), amiral et explorateur de l'Arctique.
- Daria Leonova (1829-1896), cantatrice russe.
- Serge Koussevitzky (1874-1951), chef d'orchestre.
- Aleksandra Artioukhina (1889-1969), révolutionnaire, syndicaliste et féministe soviétique.
- Leonid Lioubachevski (1892-1975), acteur soviétique.

## Sport
- FK Volotchanine Vychni Volotchiok, club de football ayant évolué professionnellement entre 1991 et 2012.